# Resolutie 2247 Veiligheidsraad Verenigde Naties
Resolutie 2247 van de Veiligheidsraad van de Verenigde Naties werd op 10 november 2015 unaniem aangenomen door de VN-Veiligheidsraad. De resolutie verlengde de Althea-stabilisatiemacht van de Europese Unie in Bosnië en Herzegovina opnieuw met een jaar.

## Achtergrond
In 1980 overleed de Joegoslavische leider Tito, die decennialang de bindende kracht was geweest tussen de zes deelstaten van het land. Na zijn dood kende het nationalisme een sterke opmars, en in 1991 verklaarden verschillende deelstaten zich onafhankelijk. Zo ook Bosnië en Herzegovina, waar in 1992 een burgeroorlog ontstond tussen de Bosniakken, Kroaten en Serviërs. Deze oorlog, waarbij etnische zuiveringen plaatsvonden, ging door tot in 1995 vrede werd gesloten. Hierop werd de NAVO-operatie IFOR gestuurd die de uitvoering ervan moest afdwingen. Die werd in 1996 vervangen door SFOR, die op zijn beurt in 2004 werd vervangen door de Europese operatie EUFOR Althea.
De hoge vertegenwoordiger voor Bosnië en Herzegovina, Valentin Inzko, stelde in zijn rapport dat in recenter jaren bureaucratie en eigenbelang van politici en staatsbedrijven het doorvoeren van hervormingen om het Verdrag van Dayton geheel uit te voeren in de weg stonden. Verder was de Servische Republiek van plan referenda te houden over onafhankelijkheid en over de vraag of de eigen rechtspraak boven de hoge vertegenwoordiger moest staan, terwijl de bevolking eerder had gekozen voor een Europese toekomst en men de kans die men van Europa kreeg beter met beide handen aannam. Het verleden had geleerd dat verdeeldheid en afscheuring niet de juiste weg waren.

## Inhoud
In juli 2015 waren de verschillende overheden in Bosnië en Herzegovina eindelijk economische, sociale, administratieve en politionele hervormingen overeengekomen waarmee het land opnieuw moest aansluiten bij de rest van Europa. Het land werd ook opgeroepen werk te maken van de uitvoering van de 5+2-agenda.
De EUFOR Althea-missie in het land was voornamelijk gericht op versterking van het overheidsapparaat en het opleiden van de ordediensten, maar ze konden ook tussenbeide komen indien de situatie hiertoe noopte. Als opvolger van de NAVO-vredesmacht SFOR had Althea een militaire stabiliserende rol krachtens het Verdrag van Dayton. Daarnaast stond ze ook in voor de controle op het luchtruim en de grenzen van Bosnië en Herzegovina. De landen achter deze missie kregen de toestemming om de missie nog eens twaalf maanden te verlengen.

## Verwante resoluties
- Resolutie 2123 Veiligheidsraad Verenigde Naties (2013)
- Resolutie 2183 Veiligheidsraad Verenigde Naties (2014)

Lijst ·  2196 ·  2197 ·  2198 ·  2199 ·  2200 ·  2201 ·  2202 ·  2203 ·  2204 ·  2205 ·  2206 ·  2207 ·  2208 ·  2209 ·  2210 ·  2211 ·  2212 ·  2213 ·  2214 ·  2215 ·  2216 ·  2217 ·  2218 ·  2219 ·  2220 ·  2221 ·  2222 ·  2223 ·  2224 ·  2225 ·  2226 ·  2227 ·  2228 ·  2229 ·  2230 ·  2231 ·  2232 ·  2233 ·  2234 ·  2235 ·  2236 ·  2237 ·  2238 ·  2239 ·  2240 ·  2241 ·  2242 ·  2243 ·  2244 ·  2245 ·  2246 ·  2247 ·  2248 ·  2249 ·  2250 ·  2251 ·  2252 ·  2253 ·  2254 ·  2255 ·  2256 ·  2257 ·  2258 ·  2259